# Поповка (Казань)
Поповка (тат. Поповка или Папуфкы) — бывшая деревня, в настоящее время — посёлок (жилой массив) с малоэтажной застройкой в составе Казани.

## Территориальное расположение, границы

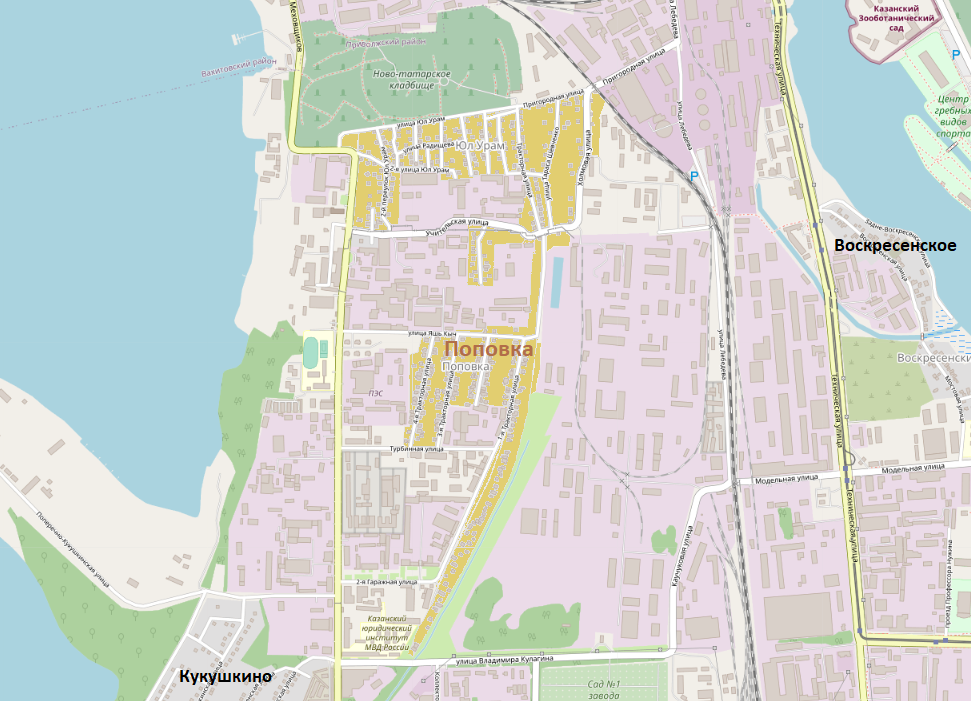
Карта посёлка Поповка

Посёлок Поповка находится в Приволжском районе Казани, к югу от Татарского кладбища, в непосредственном соприкосновении с территорией Южной промышленной зоны. Посёлок лишён компактности, вытянувшись с севера на юг почти на 2 км. При этом его южная часть представляет собой 900-метровую узкую полосу жилой малоэтажной застройки вдоль улицы 1-я Тракторная.
Территория Поповки зажата между различными производственными объектами. Её границы имеют ломаную линию, отражая хаотичный характер поселковой застройки в послевоенный период. Северная граница посёлка проходит по улицам Юл Урам и Пригородная. Восточная граница идёт вдоль участка железной дороги, территории Казанского завода синтетического каучука, улицы Холмовая, шламонакопителя и протяжённого дренажного канала вплоть до улицы Владимира Кулагина, по которой проходит короткий участок южной границы посёлка. Западная граница Поповки проходит ломаной линией частично вдоль улиц Магистральная, Учительская, Яшь Кыч, Турбинная, 1-я Тракторная, а частично — вдоль производственных территорий различных предприятий.
К востоку от посёлка Поповка расположена обширная территория Казанского завода синтетического каучука, с северо-восточной стороны — Казанская ТЭЦ-1. Из других предприятий, соседствующих с Поповкой, стоит отметить Казанский винный завод и Казанский ликёро-водочный завод.

## Название
Поповкой называли поселения около церкви, где жило сельское духовенство.
Казанский посёлок Поповка возник около 1850 года как деревня благодаря переселению части жителей из прежней, так называемой Старой Поповки, располагавшейся у северо-западного берега озера Средний Кабан. По этой причине новую деревню во второй половине XIX — начале XX века называли Новой Поповкой, а также Дальней или Пригородной Поповкой (появление последних двух названий объясняется тем, что Старая Поповка располагалась ближе к Казани и в середине XIX века вошла в черту города, став городской слободой Поповка). Впрочем, на некоторых картах второй половины XIX века Новая Поповка указывается просто как Поповка.

## Население
| Год  | Общая численность | Численность мужчин | Численность женщин |
| ---- | ----------------- | ------------------ | ------------------ |
| 1885 | 85                | 39                 | 46                 |
| 1897 | 142               | 67                 | 75                 |
| 1904 | 222               | 104                | 118                |
| 1907 | 78                | —                  | —                  |
| 1927 | 186               | —                  | —                  |

Исторически Поповка (Новая Поповка) являлась русской деревней.

## Административно-территориальная принадлежность
До 1920 года деревня Поповка (Новая Поповка) входила в состав Воскресенской волости Казанского уезда Казанской губернии, в 1920—1927 годах — в состав Воскресенской волости Арского кантона Татарской АССР, с 1927 года — в состав Воскресенского сельсовета Казанского района Татарской АССР.
В первой половине 1930-х годов Поповка вошла в черту Казани, став городским посёлком в составе Сталинского района.
С преобразованием 7 декабря 1956 года Сталинского района в Приволжский район посёлок Поповка стал его частью и с тех пор не менял своей районной принадлежности.

## История

### Дореволюционный период (до 1917 года)
Казанский посёлок Поповка, если вести его историю от самого первого поселения с таким названием, неоднократно менял места своего расположения.
До 1751 года Поповка располагалась на территории нынешней Старо-Татарской слободы, между пригородным селом Плетени и церковью Четырёх Евангелистов (последняя находилась около нынешнего перекрёстка улиц Татарстан и Шигабутдина Марджани).
В 1751 году Поповка переместилась южнее, к озеру Средний Кабан, где к середине XIX века стала слободой и вскоре была включена в состав Казани.
Около 1850 года часть жителей теперь уже слободы Поповка выселилась на новое место — к югу от Ново-Татарской слободы, образовав на Тетюшском торговом тракте поселение Новая (Дальняя, Пригородная) Поповка.
И. А. Износков (1885) описывает эти переселения следующим образом:

До 1751 г. между селом Плетени и церковью четырёх Евангелистов г. Казани было поле, на котором находилась маленькая дер. Поповка, принадлежавшая Преображенскому монастырю. После же 1751 г. жители этой деревни, по челобитью казанских слободских татар, выселились на берег второго Кабана, а прежнее их место жительства было занято татарами и вошло в состав старой татарской слободы. На втором Кабане до 1850 года в Поповке жили мещане и крестьяне, а с этого времени последние выселились на новую землю и образовали Новую Поповку, прежняя же получила название Старой. Прежние места крестьян скуплены мещанами и купцами, последние устроили здесь загородные дачи. Выселение крестьян из Старой Поповки последовало потому, что жизнь в ней вздорожала: от жителей требовалось, чтобы они отправляли разные городские повинности.— Износков И. А.
Если в 1885 году в Новой Поповке насчитывалось 16 дворов, то в 1904 году указывалось уже 63 двора, но 1909 году — только 20 (последние два показателя приведены в справочниках Казанской епархии, один из которых, очевидно, содержит ошибку).
Деревня Новая Поповка входила в состав прихода Борисоглебской церкви, находившейся в двух верстах от неё — в казанской слободе Плетени.
Её жители (среди них было несколько старообрядцев поморского согласия), бывшие в эпоху крепостничества государственными крестьянами, были объединены в Поповское сельское общество, которому принадлежало 167 десятин земли (1885). Некоторые жители Новой Поповки занимались биржевым извозом, в деревне был один «кирпичный сарай» (кирпичное производство); также здесь находилась дача известного российского анатома, ординарного профессора Казанского университета Евмения Аристова.

### Советский период (1917—1991 годы)

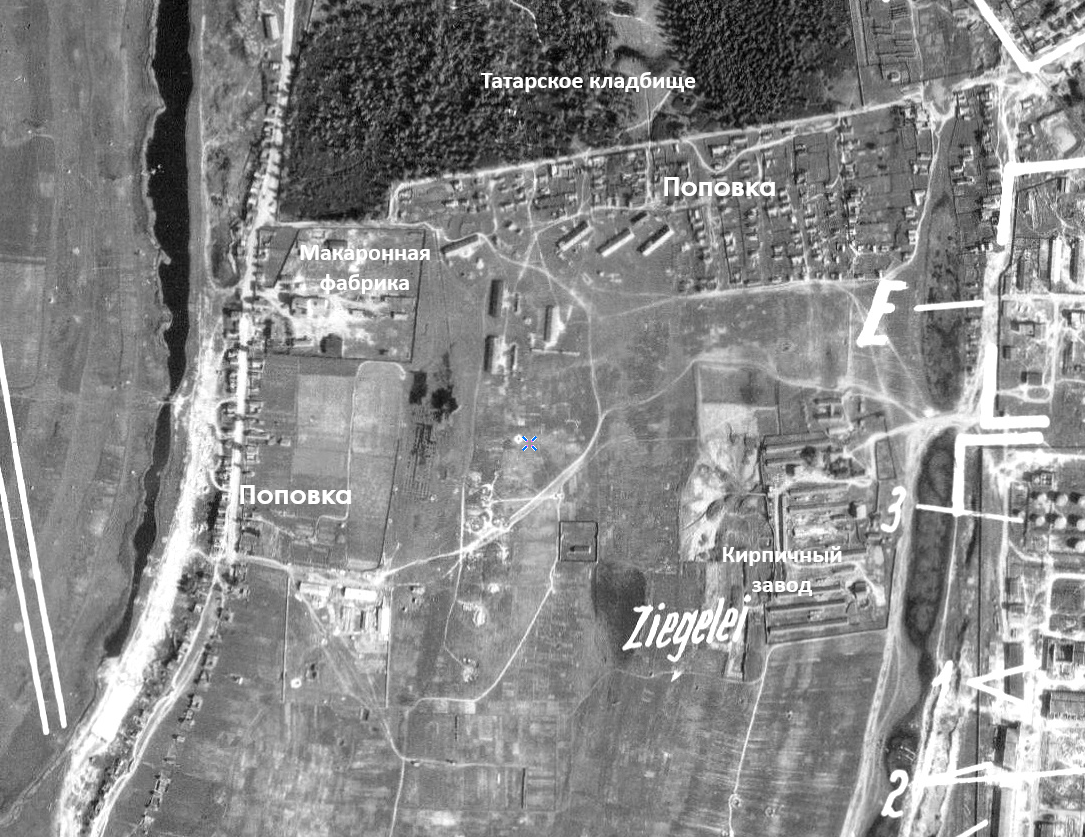
Посёлок Поповка и его окрестности на немецкой аэрофотосъёмке 1942—1943 годов

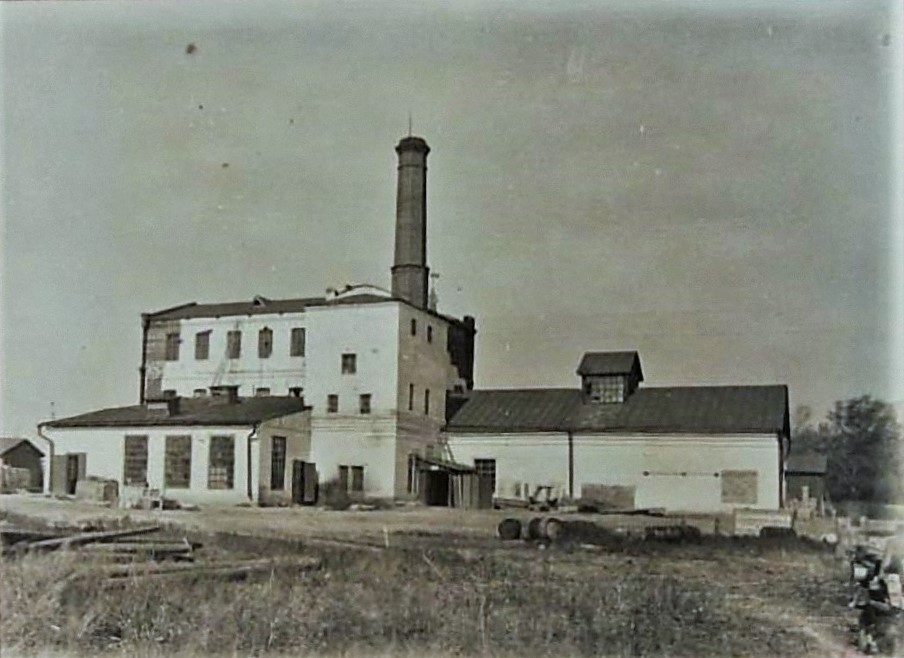
Макаронная фабрика в Поповке в начале 1930-х годов

В начале Гражданской войны деревня Поповка (Новая Поповка) оказалась в зоне боевых действий. 6 августа 1918 года у села Большие Отары высадился десант частей Народной армии Комуча во главе с подполковником Владимиром Каппелем и чехословацких легионеров под командованием полковника Йозефа Йиржи Швеца. Это высадка проходила в рамках операции по взятию Казани, которую обороняли большевики. После высадки чехословацкие легионеры двинулась в северном направлении в сторону железнодорожного вокзала Казани, взяв по пути под контроль деревню Малые Отары, но в районе деревни Кукушкино вступили в бой с отрядом большевиков, державших оборону со стороны Поповки.
В годы первой пятилетки (1928—1932) на окраине Поповки появилась Казанская макаронная фабрика № 2 (позже она стала макаронной фабрикой № 1). Это предприятие было построено не с нуля, ранее здесь находился небольшой дрожжевой завод, который в 1931 году был расширен и переоборудован для производства макаронных изделий.
В 1926 году при оформлении границ городской территории Казани был поднят вопрос о включении в черту города ряда прилегающих земель, в том числе деревни Поповка (Новая Поповка). Но тогда этот вопрос не был решён положительно. Однако в первой половине 1930-х годов Поповка вместе с окрестными населёнными пунктами (село Воскресенское, посёлок Калининский, деревни Кукушкино и Борисково) вошла в состав Казани, оказавшись в границах Сталинского района города. С этого времени она обрела статус городского посёлка.
К 1940-м годам посёлок Поповка значительно расширился. К востоку от Казанской макаронной фабрики и к югу от Татарского кладбища появился довольно большой участок жилой малоэтажной застройки, который восточной своей окраиной почти доходил до границ территории Казанской ГРЭС (ныне — Казанская ТЭЦ-1). Здесь же было построено несколько жилых бараков и вскоре появилась улица Барачная (ныне — улица Радищева; бараки были ликвидированы к 1960-м годам). Неофициально этот район назывался Йәмки или Ямки, но воспринимался как часть Поповки. В 250 метрах к югу от этой жилой застройки находился кирпичный завод.
В послевоенные годы рост Поповки продолжился, но в основном росла её новая часть, расположенная к югу от Татарского кладбища. Жилая застройка продвигалась в южном направлении вдоль дренажного канала и территории Казанского завода синтетического каучука имени С. М. Кирова.
В 1953—1957 годах в преддверии подъёма уровня воды в Волге и заполнения Куйбышевского водохранилища велись работы по строительству Казанского речного порта и возведению системы инженерной защиты города, в том числе многокилометровых дамб, дренажных каналов и насосных станций. Старая (дореволюционная) часть Поповки, располагавшаяся на Тетюшском торговом тракте, оказалась частично в зоне затопления (дома в южной оконечности посёлка), но бо́льшей частью — в зоне строительства Волжской дамбы и береговой линии акватории порта. В результате её ликвидировали, после чего посёлок фактически обрёл свои нынешние границы.
В советский период Поповка стала ассоциироваться с алкогольным производством. В 1955 году в его северной части на улице Учительской был открыт Казанский винный завод, территория которого с трёх сторон оказалась в окружении жилой застройки. В 1975 году был открыт Казанский ликёро-водочный завод, который также с трёх сторон окружён малоэтажными жилыми домами, но в центральной части посёлка, на углу улиц Турбинной и 1-й Тракторной.

### Постсоветский период (с 1991 года)
К началу 2000-х годов Поповка была разделена на две поселковые территории — собственно Поповку (южная часть нынешнего посёлка — в районе 1-й, 2-й, 3-й и 4-й Тракторных улиц) и посёлок Юл Урам (северная часть нынешней Поповки — между улицами Учительской и Юл Урам). Позже, однако, это деление утратило своё значение и посёлок вновь стал восприниматься как единое целое.

## Уличная сеть
В посёлке Поповка находятся дома с адресацией по 21 улице, две из которых являются переулками. Через Поповку также проходят три улицы, которые, однако, могут считаться поселковыми лишь условно, так как они не имеют адресации среди поселковых домовладений — это улицы Пригородная, Турбинная и Яшь Кыч. В Поповке пять Тракторных улиц (основная и четыре нумерованные), четыре Юл Урам (основная, нумерованная и два нумерованных переулка), две Комбайнерские.
Из всех улиц Поповки самой протяжённой является улица Магистральная (3,9 км), но на участке собственно посёлка её длина составляет лишь 316 м. С учётом этого самой протяжённой улицей внутри посёлка является 1-я Тракторная улица (1262 м), а самыми короткими улицами — Орловская (82 м) и 2-я Комбайнерская (84 м).
| Список улиц посёлка Поповка | Список улиц посёлка Поповка                                  | Список улиц посёлка Поповка | Список улиц посёлка Поповка |
| Название улицы              | Документ, которым утверждено название                        | Прежнее название            | Длина (в метрах)            |
| --------------------------- | ------------------------------------------------------------ | --------------------------- | --------------------------- |
| Волнистая улица             | Не позже 1940                                                | —                           | 211                         |
| Комбайнерская улица         | Не позже 1940                                                | —                           | 175                         |
| Комбайнерская 2-я улица     | —                                                            | —                           | 84                          |
| Крестьянская улица          | Не позже 1940                                                | —                           | 128                         |
| Лесная улица                | Не позже 1961                                                | —                           | 191                         |
| Магистральная улица         | Решение Казанского горисполкома от 23 апреля 1958 года № 328 | Краснодарская улица         | 3917                        |
| Орловская улица             | Решение Казанского горисполкома от 9 августа 1962 года № 449 | Краснодарская улица         | 82                          |
| Радищева улица              | Решение Казанского горисполкома от 14 июня 1961 года № 413   | Барачная улица              | 168                         |
| Русловая улица              | Не позже 1940                                                | —                           | 200                         |
| Тракторная улица            | Не позже 1940                                                | —                           | 409                         |
| Тракторная 1-я улица        | —                                                            | —                           | 1262                        |
| Тракторная 2-я улица        | —                                                            | —                           | 424                         |
| Тракторная 3-я улица        | —                                                            | —                           | 390                         |
| Тракторная 4-я улица        | —                                                            | —                           | 397                         |
| Учительская улица           | Не позже 1940                                                | —                           | 983                         |
| Холмовая улица              | Не позже 1940                                                | —                           | 463                         |
| Шевченко улица              | Не позже 1961                                                | —                           | 453                         |
| Юл Урам улица               | Не позже 1940                                                | —                           | 652                         |
| Юл Урам 2-я улица           | —                                                            | —                           | 156                         |
| Юл Урам 1-й переулок        | —                                                            | —                           | 147                         |
| Юл Урам 2-й переулок        | —                                                            | —                           | 366                         |

## Храм
Мечеть «Аль-Иман» (ул. Магистральная, 22) — расположена в непосредственной близости от посёлка Поповка. Мусульманская община возникла в 2006 году; в 2014 году Комитет земельных и имущественных отношений Исполкома г. Казани передал общине в безвозмездное пользование находящееся в муниципальной собственности двухэтажное здание бывшего общежития, которое затем было реконструировано под мечеть.

## Транспорт

### Трамвай
Городской общественный транспорт появился в Поповке в 1946 году, когда до Казанской макаронной фабрики были проложены рельсы и продлён из Ново-Татарской слободы 6 трамвайный маршрут (ходил от Поля Ершова, а с 1953 года — от улицы Газовой). Однако во второй половине 1950-х годов данный участок пути оказался затронут зоной отчуждения Куйбышевского водохранилища, в результате чего рельсы разобрали, а конечная остановка трамвая № 6 вернулась в Ново-Татарскую слободу.

### Автобус
С 1950-х годов через Поповку по улице Магистральной стал ходить автобус № 10 (Центральный парк им. Горького — Нефтебаза); по состоянию на 1961 год к нему добавился автобусный маршрут № 3 (Вокзал — пос. Крутовка). Во второй половине 1970-х годов через Поповку по улице Магистральной, помимо автобусов № 3 и № 10, также ходил автобус № 35 (ул. Карима Тинчурина — Победилово), который в 1980-е годы был перенумерован в маршрут № 60 (ул. Татарстан — Старое Победилово).
В 1990-е годы автобус № 3 стал работать по изменённому маршруту, обслуживая другие районы города, а через Поповку по улице Магистральной в эти годы ходило только два автобусных маршрута — № 10 (Чеховский рынок — Победилово) и № 60 (ул. Парижской Коммуны — Старое Победилово). В 2000-х годах по улице Магистральной стали ходить автобусы ещё трёх маршрутов, которые считались маршрутными такси: № 53 (ул. Академика Сахарова — Старое Победилово), № 170 (Авторынок / ул. Гаврилова — Старое Победилово), № 170А (Авторынок / ул. Гаврилова — Старое Победилово). В 2007 году схема автобусного сообщения в Казани была радикально пересмотрена: маршруты № 170 и № 170А были упразднены; маршрут № 53 был упразднён ещё в 2005 году, но восстановлен в 2007 году для обслуживания других районов города; также с 2007 года были переведены в другие районы города маршруты № 10 и № 60.
С 2007 года через Поповку по улице Магистральной стал ходить автобус № 31 (ИКЕА — Победилово), маршрут которого в начале 2010 года был продлён до посёлка Старое Победилово. С 30 ноября 2021 года схема его движения временно изменилась (из-за строительных работ по улице Меховщиков), он стал следовать от ИКЕА только до остановки «Мехобъединение». При этом от Поповки по улице Магистральной до Нефтебазы был пущен временный автобусный маршрут № 31В (Макаронная фабрика — Нефтебаза). 31 августа 2022 года движение автобуса 31 было восстановлено по прежнему маршруту (ИКЕА — Старое Победилово).